# گل مبارک کوهی
گل مبارک کوهی  (نام علمی: 'Dryas octopetala') بوته زینتی است همیشه سبز پیجنده و رونده و دائمی و زبر دارای رشد گسترده و افتاده بر خاک است. با برگ‌های چرم مانند با بریدگی‌های عمیق که در سطح زیرین خاکستری رنگ است. گل‌های کوچک و فنجان شکل هستند و از اواسط بهار ظاهر می‌شوند. این گیاه پوشش مناسبی برای پوشاندن سطح باغ‌های سنگی یا صخره‌ای است. تکثیر و ازدیاد از طریق کاشت بذر نو و تازه در بهار در عمق کم یا از راه کاشت قلمه در اواسط تابستان یا خوابانیدن شاخه‌های رونده در بهار یا اوائل تابستان است.
گل مبارک کوهی گل ملی کشور ایسلند است.

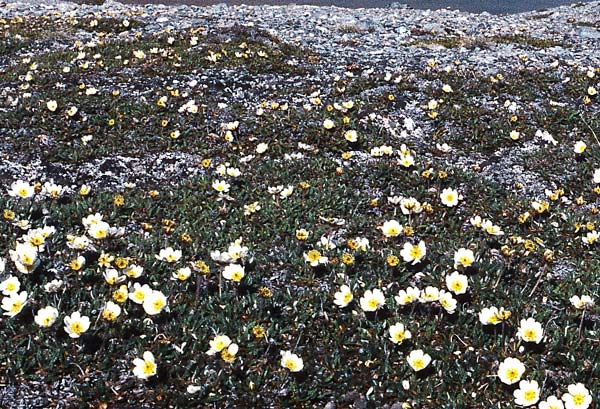
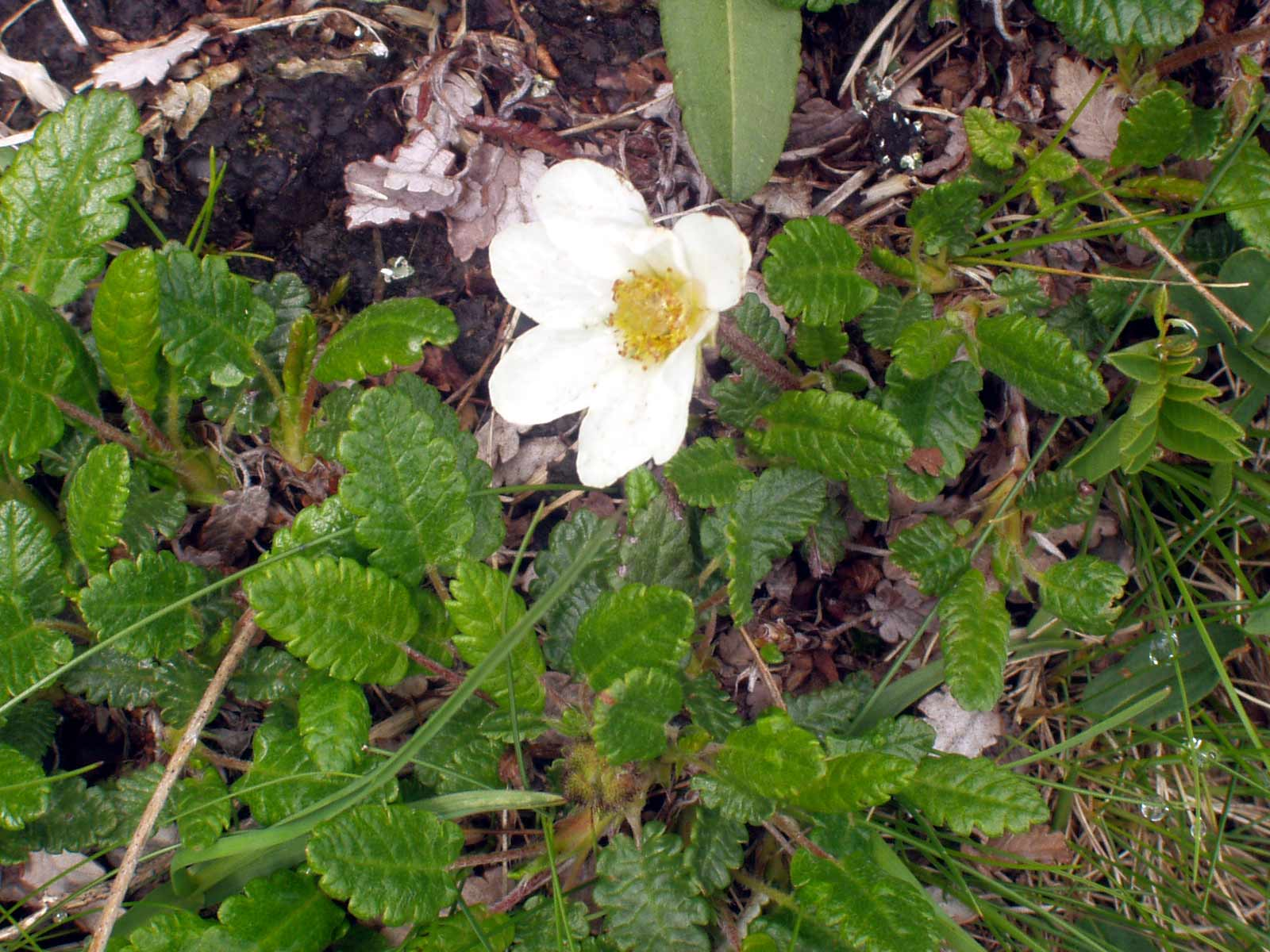
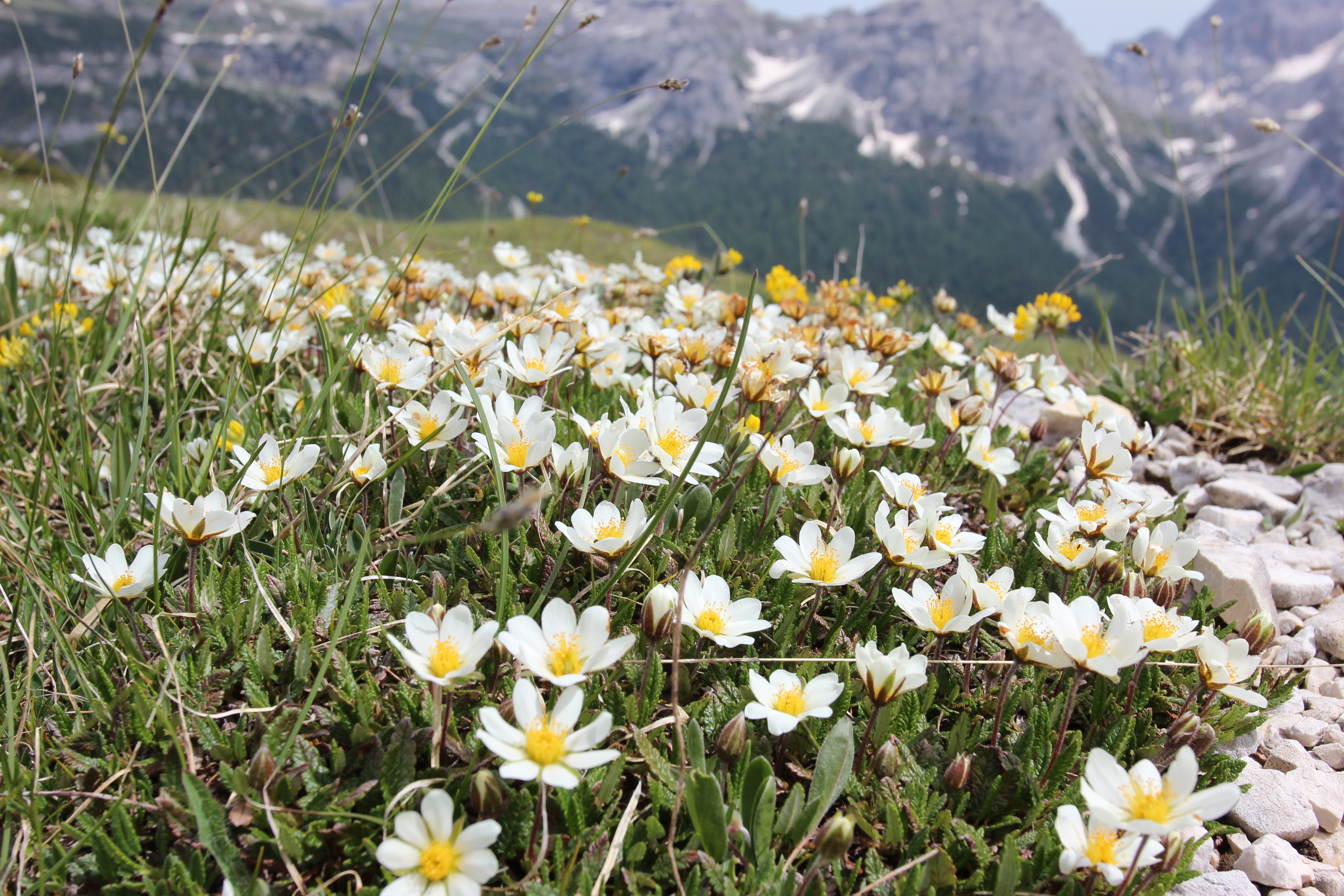
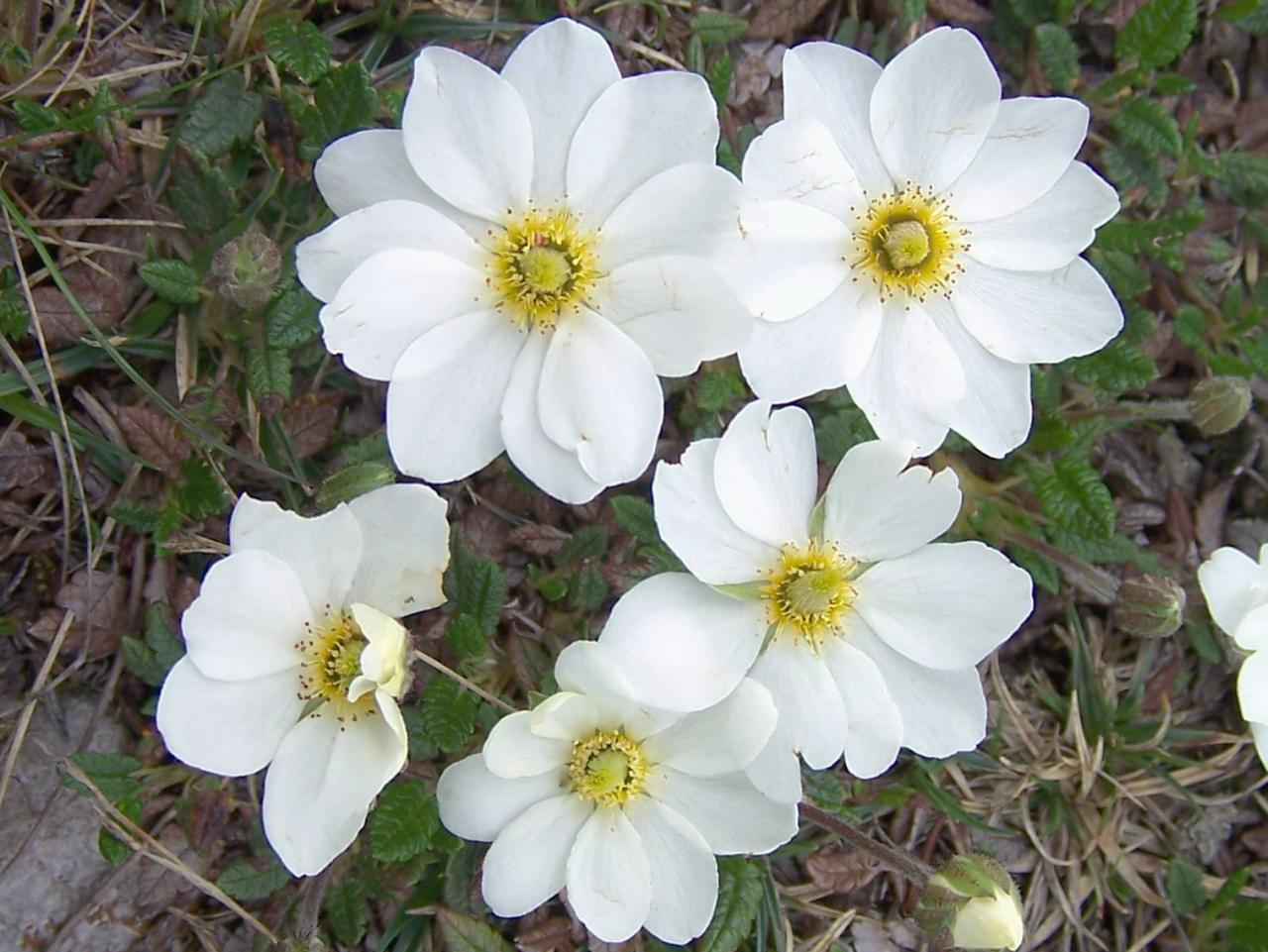
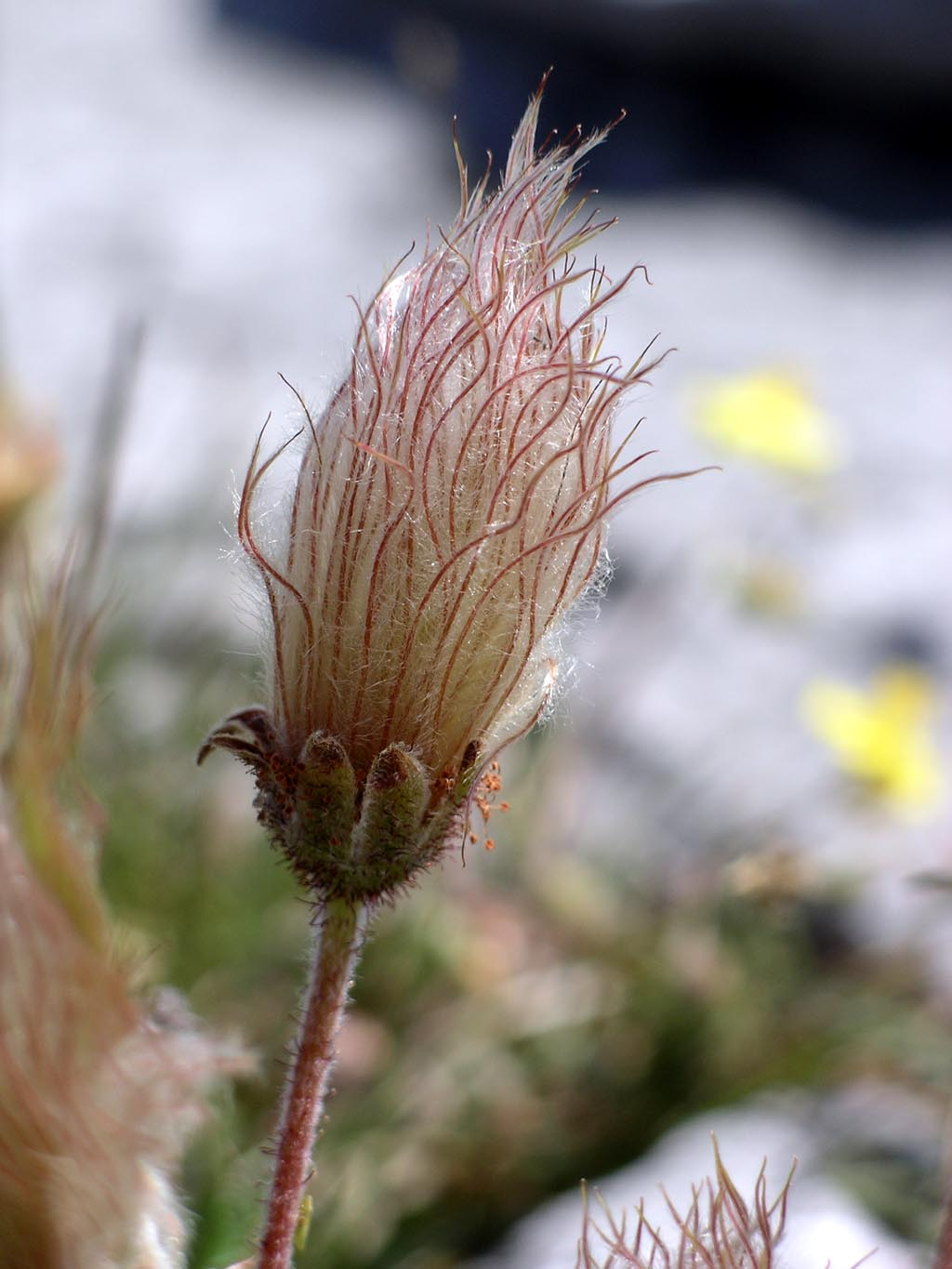